# Karin Andersen (Politikerin)

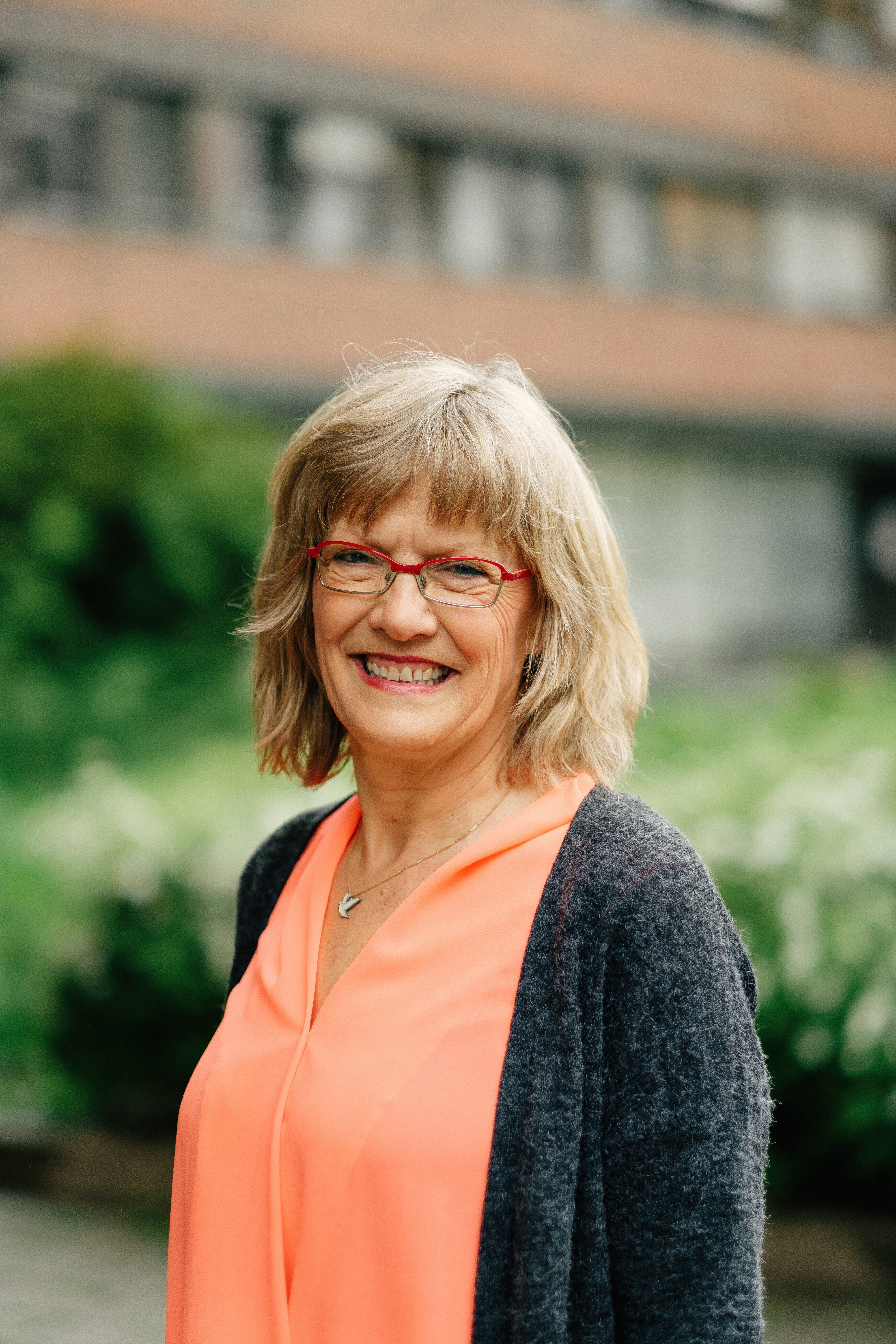
Karin Andersen

Karin Andersen (* 16. Dezember 1952 in Eidskog, Hedmark) ist eine norwegische Politikerin der Sosialistisk Venstreparti (SV). Von 1997 bis 2021 war sie Abgeordnete im Storting für Hedmark.

## Leben und Karriere
Sie arbeitete von 1977 bis 1997 in einem Kindergarten und studierte im Erwachsenenalter Regionalplanung an der Hochschule Lillehammer von 1996 bis 1997.
Andersen war von 1987 bis 1995 Mitglied des Fylkesting von Hedmark und von 1991 bis 1995 Vizebürgermeisterin der Provinz Hedmark. Zudem war sie von 1983 bis 1997 Mitglied des Gemeinderats von Kongsvinger und von 1987 bis 1991 Mitglied dessen Vorstand. Von 1989 bis 1993 war sie Vararepresentantin im Storting. Sie wurde bei der Parlamentswahlen 1997, 2001, 2005, 2009, 2013 und 2017 zum Abgeordneten aus Hedmark gewählt. Bei der Parlamentswahl 2017 war sie die Spitzenkandidatin der Sosialistisk Venstreparti in Hedmark. Andersen war von 2005 bis 2009 Vorsitzende des Arbeits- und Sozialausschusses und leitet für die Amtsperiode 2017–2021 den Gemeinden- und Verwaltungsausschuss. Außerdem war sie von 2009 bis 2013 Abgeordnete der Parlamentarischen Versammlung des Europarates.
Darüber hinaus setzt sich Andersen gegen Armut und für die soziale Eingliederung der Minderheitsgruppen ein.
Andersen lebt in Hamar.